# سلبين عاجي
السلبين العاجي أو الخرفيش العاجي نوع نباتي يتبع جنس السلبين من الفصيلة النجمية.
موطنه حوض البحر الأبيض المتوسط من المشرق العربي إلى المغرب العربي وجنوب أوروبا.
النبات شوكي يحتوي بداخله على مائع حليبي. يتأبر طبيعياً مع السلبين المريمي لينتجا (باللاتينية: Silybum × gonzaloi).